# Eulasiopalpus albipes
Eulasiopalpus albipes là một loài ruồi trong họ Tachinidae.